# Nuno Tavares
Nuno Albertino Varela Tavares (Lisboa, 26 de janeiro de 2000) é um futebolista português que atua como lateral-esquerdo. Atualmente defende a Lazio.

## Carreira do clube
Em 27 de outubro de 2018, Tavares estreou-se profissionalmente pelo Benfica B num jogo da LigaPro 2018-2019 frente ao Sporting da Covilhã. Ele jogou os 90 minutos completos da vitória em casa por 3–2.
Em 4 de agosto de 2019, Tavares estreou-se com o Benfica na Supertaça Cândido de Oliveira de 2019, uma vitória por 5-0 sobre os rivais da cidade, o Sporting CP, no Estádio Algarve. Uma semana depois, ele fez sua estreia na Primeira Liga contra o FC Paços de Ferreira e marcou seu primeiro gol para abrir uma vitória em casa por 5-0, adicionando duas assistências.
Em 30 de julho de 2022, Tavares foi emprestado ao Olympique de Marseille, proveniente do Arsenal.
Em 1º de setembro de 2023, Tavares se juntou ao Nottingham Forest por empréstimo para a temporada com uma opção de compra de £ 12 milhões.
Em 15 de julho de 2024, Tavares foi emprestado à Lazio para a temporada de 2024-25 com a obrigação de compra se certas condições forem atendidas. Em 5 de junho de 2025, Nuno Tavares assinou contrato com a Lazio até 30 de junho de 2028, depois de o clube romano ter adquirido definitivamente o passe do lateral juntamente ao Arsenal.

## Vida pessoal
Nascido em Portugal, Tavares é descendente de cabo-verdianos.

## Títulos
Benfica
- Supertaça Cândido de Oliveira de 2019[9]

Portugal
- Liga das Nações da UEFA: 2024–25[10]